# Пономаренко Денис Васильович
Денис Васильович Пономаренко (нар. 27 лютого 1986 року) — український адвокат по кримінальним справам, партнер адвокатського об'єднання «Barristers».

## Біографія
Народився 27 лютого 1986 року в селі Надлиманське, Овідіопольського району Одеської області. У 2008 році отримав диплом магістра права з відзнакою Одеської національної юридичної академії (на сьогоднішній день Національний університет «Одеська юридична академія»), за спеціальністю — правознавство. Того ж року став аспірантом кафедри права інтелектуальної власності та корпоративного права Одеської національної юридичної академії.

## Професійна діяльність
З лютого 2005 року по березень 2006 року працював судовим консультантом юридичної клініки «ProBono» Одеської національної юридичної академії. [джерело?] З березня 2006 по травень 2007 року працював в юридичній фірмі «Юрлайн».
В червні 2007 році організував та став співзасновником і керуючим партнером юридичної фірми «Прайм Юріс». 
В листопаді 2010 році склав іспит та отримав свідоцтво про право на зайняття адвокатською діяльністю № 1961 від 30 листопада 2010 року. В жовтні 2016 року став співзасновником адвокатського об'єднання «Пономаренко та партнери» і був обраний його головою.
З 15 грудня 2017 року — став партнером Адвокатського об'єднання «Barristers».  З 2017 по 2021 рік був головою Одеського відділення Всеукраїнської громадської організації «Асоціація адвокатів України». 
2023 року обраний головою Комітету з кримінального права та процесу при Раді адвокаті Одеської області.
Денис Пономаренко відомий участю у складних кримінальних справах, які пов'язані з економічними злочинами, корупцією та посадовими зловживаннями. Має відзнаки і подяки за професіоналізм, відданість обраній професії, за активну аналітичну та інформаційно-просвітницьку діяльність, вагомий внесок у справу утвердження принципу верховенства права і законності, за сприяння розвитку та зміцнення адвокатури в Україні і т. д.
Впродовж багатьох років входить до рейтингів найкращих юристів України, які проводять Національна асоціація адвокатів України, Асоціація адвокатів України, газета «Юридична практика», «Юридична Газета». Зокрема, у 2019, 2021, 2022, 2023 і 2025 роках був визнаний лідером практики кримінального права та процесу за оптуванням Юридичної газети у рейтингу «100 найкращих юристів України». У 2021 і 2025 роках увійшов у «Топ-10 адвокатів України» по кримінальному праву та процесу за версією газети «Юридична практика». У 2018-2019 роках  Асоціацією адвокатів України нагороджений відзнакою «Адвокат року» з кримінального права.  Програма Дениса Пономаренка «Законні підстави» на телеканалі «Перший міський» була відзначена як «Найкраща телепрограма на юридичну тематику» на церемонії «Адвокат року — 2019».

## Участь у резонансних кримінальних справах
- Справа Ігоря Слабенка[19][20]
- Справа Олександра Корнієнка[21][22]
- Справа Віталія Булавіна[23][24]
- Справа Борислава Розенблата[25][26]
- Справа Вадима Чорного[27]
- Справа фотографа Євгена Нікіфорова[28][29][30][31]

## Громадська діяльність
За час своєї професійної діяльності набув членства в наступних організаціях:
- Спілка юристів України.
- Колегія адвокатів Одеської області.
- Комітет захисту професійних прав адвокатів та реалізації гарантій адвокатської діяльності Ради адвокатів Одеської області.
- Голова Одеського відділення Всеукраїнської громадської організації «Асоціація адвокатів України».[32]
- Національна асоціація адвокатів України[33].
- Був визнаний одним із кращих авторів «Юридичного вісника України» 2017 р.[34]
- Співавтор та ведучий програми «Законні підстави» на телеканалі «Перший міський»[35]
- Був опублікований у журналі «Бюлетень Асоціації адвокатів України» у рубриці «Обличчя адвокатури»[36]
- Українська асоціація міжнародного права[37]

## Скандали
У 2016 році невідомою особою було підпалено автомобіль адвоката Пономаренко Д. В. біля його власного офісу.

## Нагороди
- «Адвокат року 2018» в номінаціях «Кримінальне право» та «Кращий голова відділення Асоціації адвокатів України» (2018)[42].
- Орден святого великомученика Юрія Переможця Православної церкви України (2021).
- Нагрудний знак Національної асоціації адвокатів України «Видатний адвокат України» (2023).[43]
- Почесна відзнакою Національної асоціації адвокатів України  «За укріплення верховенства права» (2024).